# Krettenbach (Fichtenau)
Krettenbach ist ein im Landschaftsgebiet Auf den Wäldern gelegener württembergischer Weiler.

## Geografie
Die Ortschaft ist einer von 25 Ortsteilen der baden-württembergischen Gemeinde Fichtenau im Landkreis Schwäbisch Hall und liegt etwa zwei Kilometer westsüdwestlich des Dorfes Wildenstein, in dem die Fichtenauer Gemeindeverwaltung ihren Sitz hat.
Krettenbach liegt in wenig Abstand rechtsseits der Talmulde der dort noch Gunzenbach genannten Rechenberger Rot, der durch den Ort hindurch der Krettenbach zuläuft, der darin seinerseits den Eichfeldgraben aufnimmt. Die K 2644 von Stimpfach weit im Westen nach Wildenstein nahe im Osten durchzieht den Ort. Er steht auf Kieselsandstein (Hassberge-Formation) im Untergrund im Unterraum Ellwanger Berge des Naturraums Schwäbisch-Fränkische Waldberge.

## Geschichte

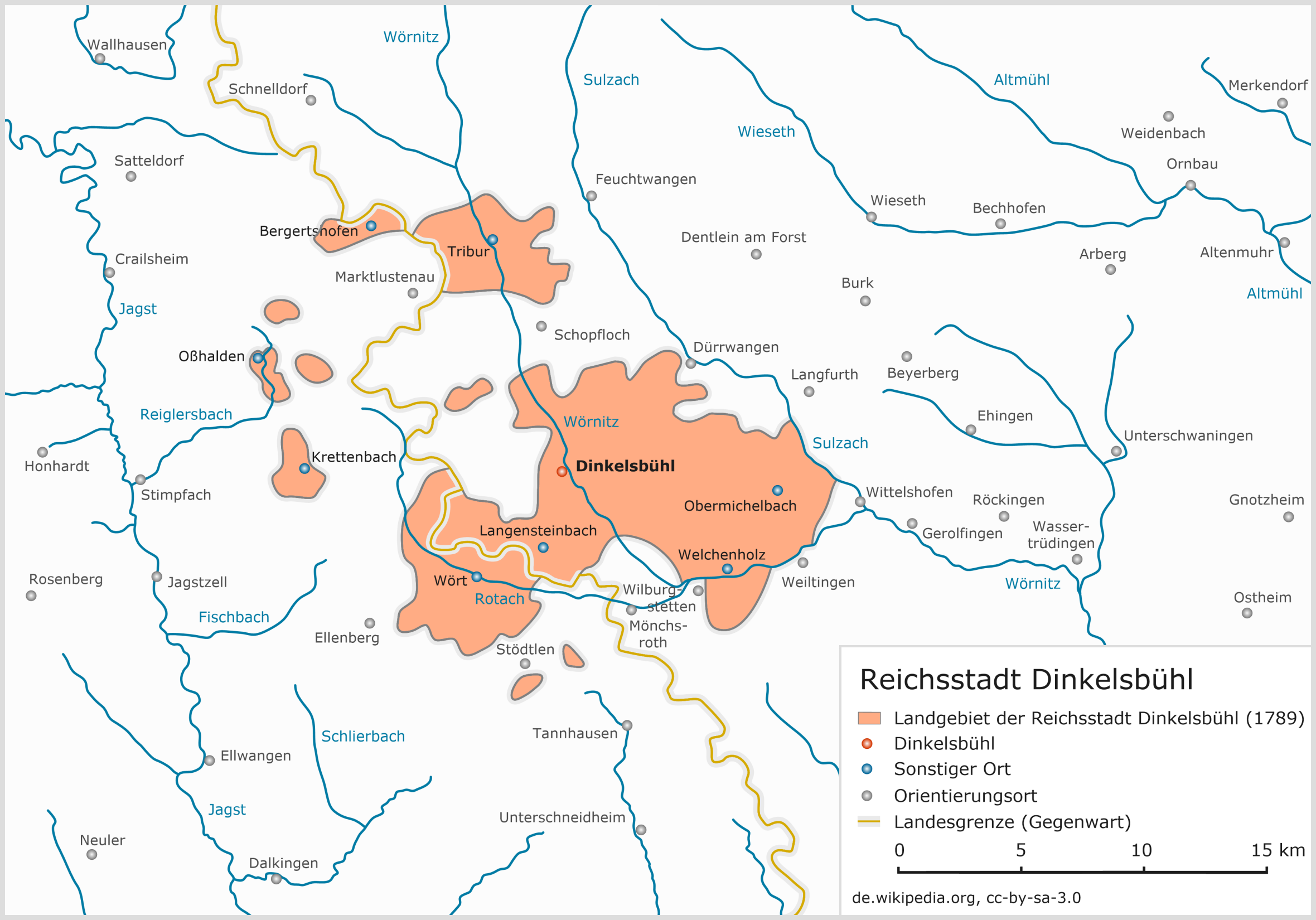
Das Landgebiet der Reichsstadt Dinkelsbühl

Zum ersten Mal wurde der Ort 1315 in einer Urkunde unter dem Namen Crettenbach erwähnt, was der Bedeutung von Bach mit Kröten entspricht. Krettenbach gehörte zunächst der fränkischen Adelsfamilie von Crailsheim, nach mehreren Besitzwechseln hatte spätestens ab dem Jahr 1723 die Reichsstadt Dinkelsbühl nahezu alle Gemeinderechte inne und übte damit die Dorf- und Gemeindeherrschaft über die Ortschaft aus. Die Zugehörigkeit zum Dinkelsbühler Landgebiet endete 1802, als die Reichsstadt ihrer Selbstständigkeit beraubt wurde und vom Königreich Bayern in Besitz genommen wurde. 1803 gelangte Krettenbach durch einen Gebietsaustausch an das preußische Ansbach-Bayreuth, doch drei Jahre später wurde es mit der 1806 durch den Vertrag von Schönbrunn zwangsweise erfolgten Abtretung des Fürstentums Ansbach erneut bayerisch. Mit dem Grenzvertrag zwischen Bayern und Württemberg fiel der Ort dann im Jahr 1810 an das Königreich Württemberg.
Durch die zu Beginn des 19. Jahrhunderts im Königreich Württemberg durchgeführten Verwaltungsreformen wurde der Ort zum Bestandteil der eigenständigen Landgemeinde Matzenbach, zu der auch noch die Weiler Fichtenhof, Gunzach und Hahnenberg, sowie die Wohnplätze Melbersmühle, Neuhaus und Spitzenmühle gehörten. Seit dem Jahr 1973 bildet Krettenbach einen Ortsteil von Fichtenau, nachdem diese Gesamtgemeinde im Zuge der kommunalen Gebietsreform aus den bis dahin selbstständigen Gemeinden Lautenbach, Matzenbach, Unterdeufstetten und Wildenstein neu gebildet wurde.

## Verkehr
Der Anschluss an das öffentliche Straßenverkehrsnetz wird hauptsächlich durch die Kreisstraße K 2644 hergestellt, die den Ort aus dem Westen von Weipertshofen her kommend durchläuft und ostwärts nach Wildenstein weiterführt, wo sie in die Landesstraße L 1070 einmündet.